# Каббал
Ка́ббал (нем. Kabbal, Ка́бала, эст. Kabala mõis) — рыцарская мыза (имение) в волости Тюри уезда Ярвамаа в Эстонии. Основана в XVII веке. Согласно историческому административному делению, относилась к приходу Пилиствере. В годы Российской империи находилась на территории Эстляндской губернии и относилась к Пиллистферскому приходу. 

## История мызы
Мыза была основана в 1624—1638 годах. В то время она принадлежала семейству Мёллеров (Möller).
После Северной войны мызой владели фон Михельсоны (von Michelson) и фон Вульфы (von Wulff).
В конце 1760-х годов мызу приобрёл Хенс Георг фон Икскюль (Hens Georg von Uexküll), который решил сделать её более представительной. Строительство двухэтажного господского дома мызы в стиле неоклассицизма было завершено в 1774 году. 

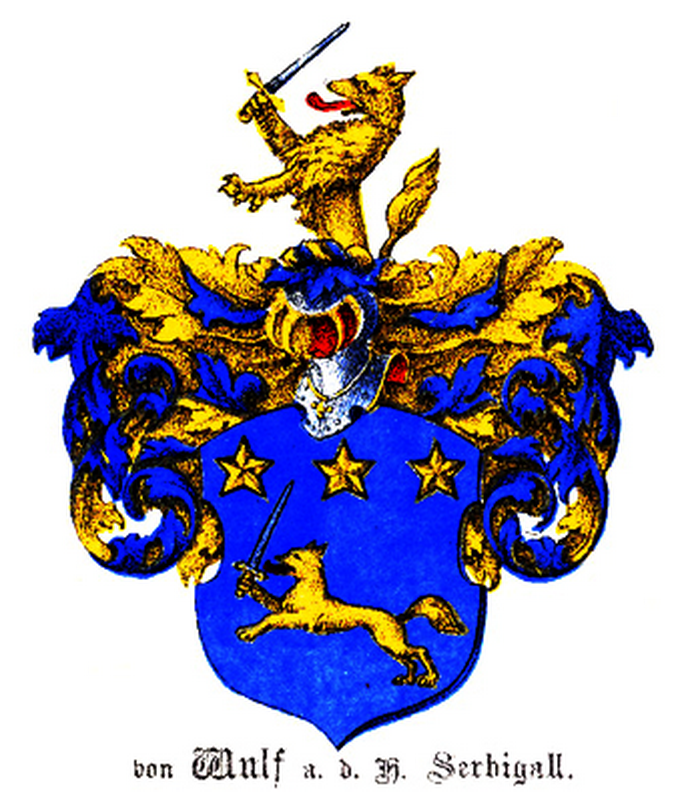
Герб фон Вульфов
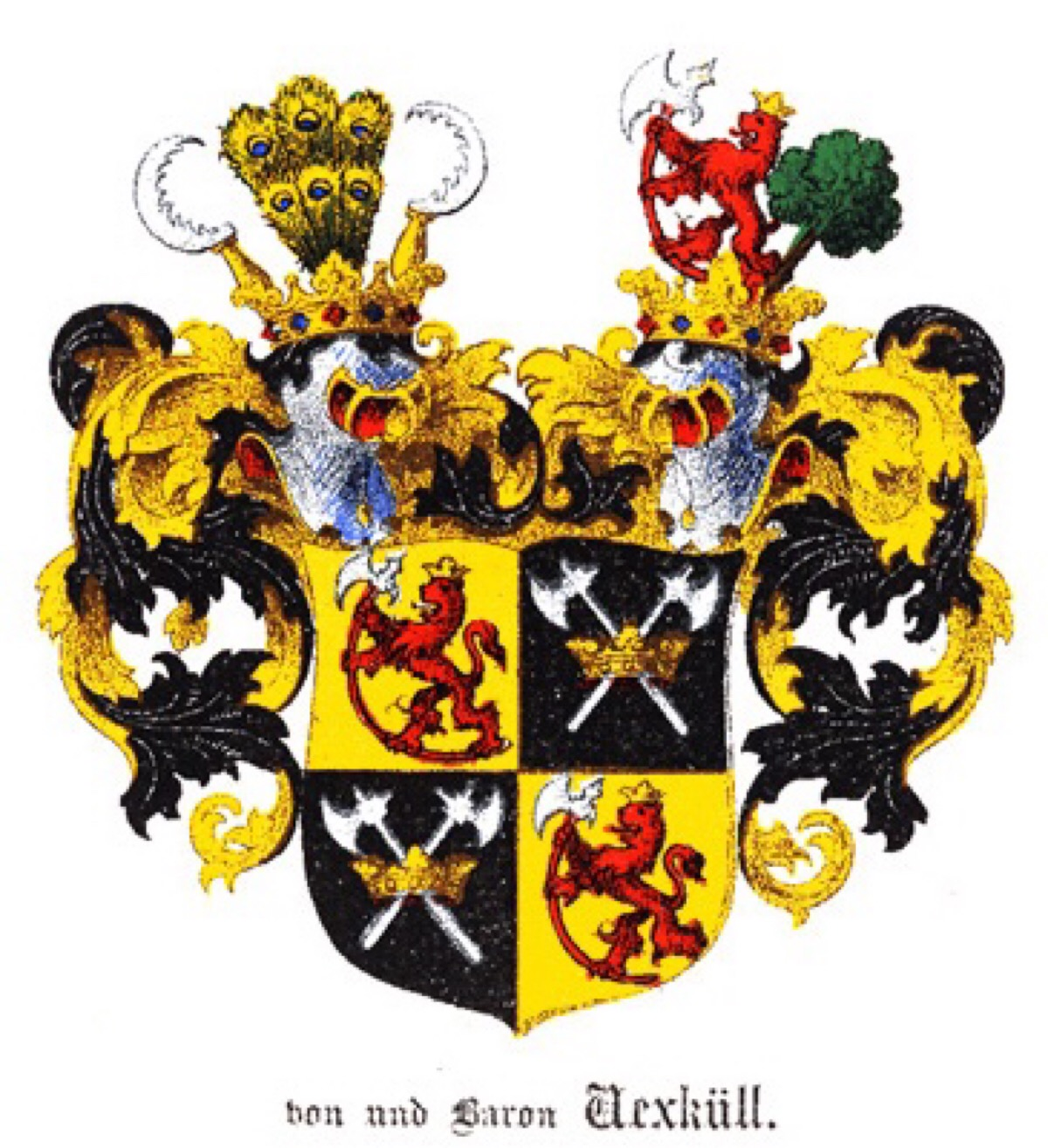
Герб фон Икскюлей
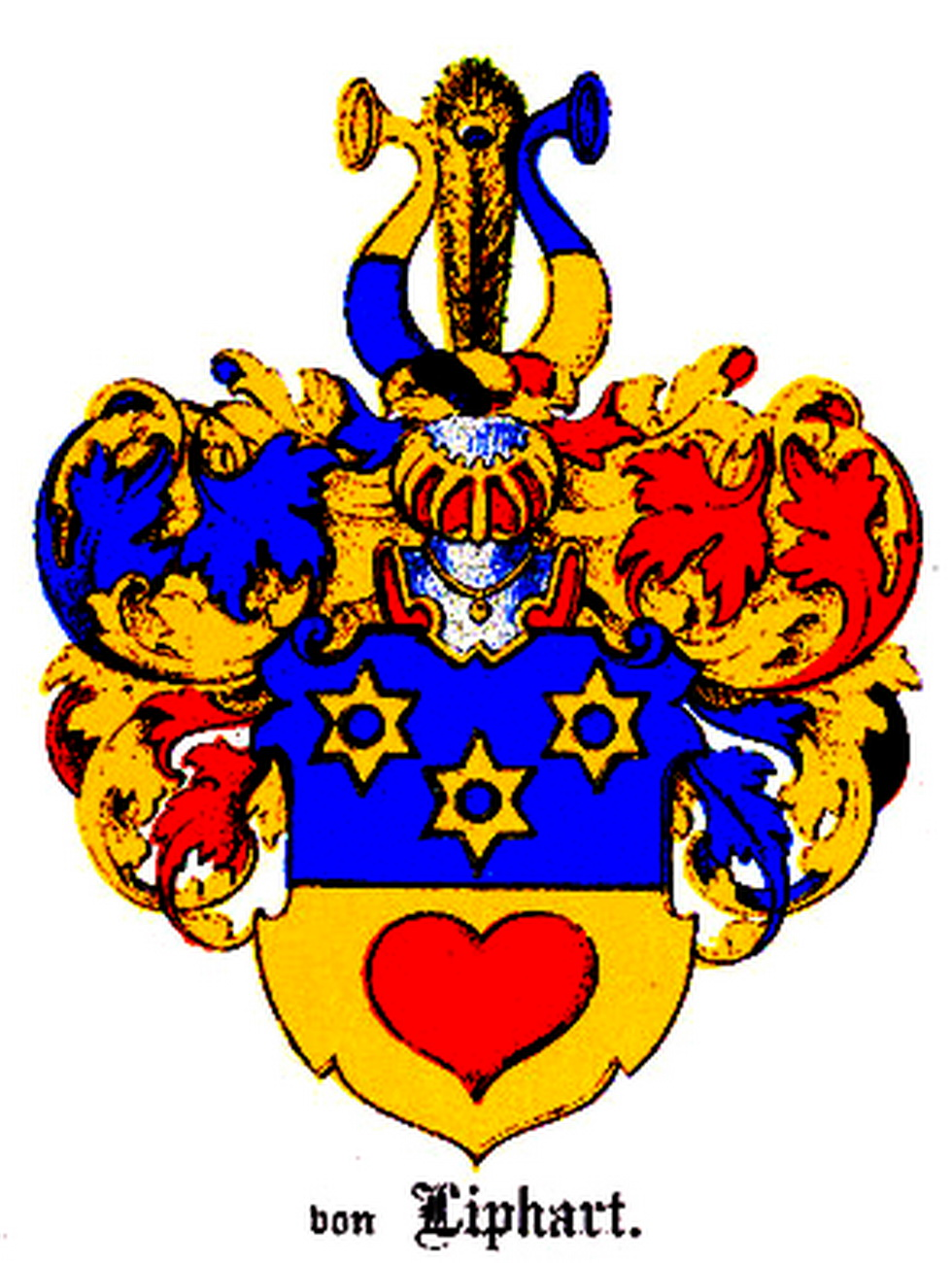
Герб фон Липгартов
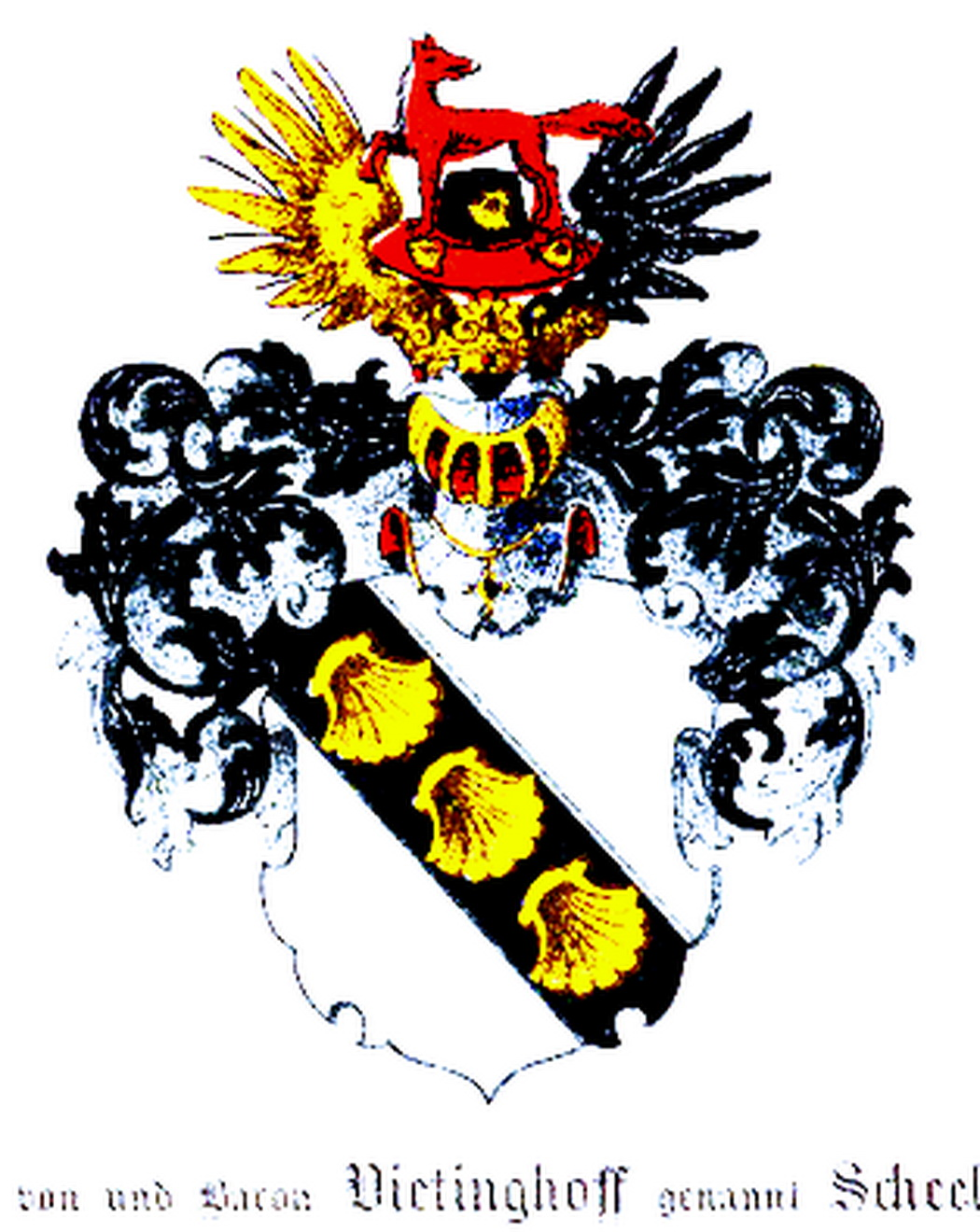
Герб фон Фитингофов
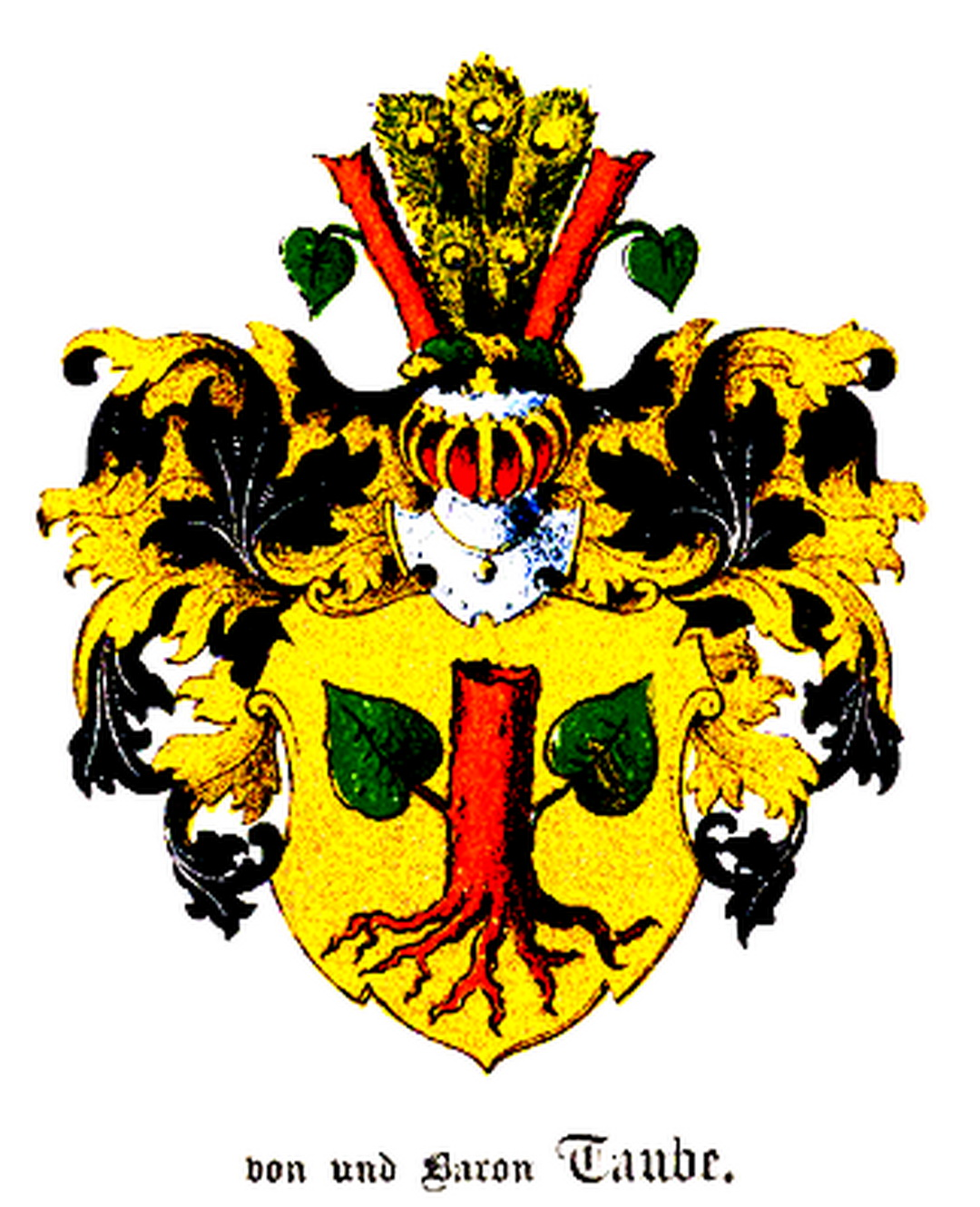
Герб фон Таубе

Позже мыза принадлежала фон Липгартам  (von Liphart) и в 1830 году отошла в собственность фон Фитингофов (von Vietinghoff). Последним собственником мызы до её отчуждения в ходе земельной реформы 1919 года была София фон Таубе (Sophie von Taube), урождённая Фитингоф.
На военно-топографических картах Российской империи (1846–1863 годы), в состав которой входила Эстляндская губерния, мыза обозначена как Каббал.
Осенью 1905 года, когда по Эстонии прокатилась волна поджогов мыз крестьянами, на мызе Каббал работал Штаб самообороны мызников.
С 1923 года в главном здании мызы располагается школа, позже добавился детский сад.
Исторически проходившее через центр мызы шоссе Тюри—Вильянди в результате выпрямления было перенесено на двести метров к западу.

## Главное здание
Главное здание мызы очень похоже на господский дом мызы Альт-Фиккель, принадлежавший брату Х. Г. Иксюля и построенный в то же время, что позволяет предполагать деятельность одного и того же архитектора или строительного мастера.
Распределение комнат характерно для зданий в стиле неоклассицизма. На нижнем этаже находились арочные хозяйственные помещения, наверху — представительские и жилые комнаты. В просторном вестибюле, который получил свою красивую панельную отделку в конце 19-го столетия, начинается парадная лестница с таким же оформлением. На потолке верхнего этажа обращает на себя внимание окантовочный декор в стиле рококо. Большую художественную ценность имеет бывший кабинет мызника, над дверьми которого висят хорошо сохранившиеся гербы мызников, выполненные в технике интарсии. Орнаменты деревянных панелей позже были покрыты краской.
В доме несколько представительных печей и каминов. Один из них подражает немецкой кафельной печи позднего средневековья, второй имеет подвесной декор в стиле неорококо из искусственного мрамора. Интерес представляют дровяной лифт, комнаты с арочными потолками на втором этаже, узкие деревянные винтовые лестницы, различные шкафы и пр.

## Мызный комплекс
Наряду с господским домом сохранилось несколько вспомогательных зданий в стиле неоклассицизма и классицизма: дом управляющего, каретники др. Мызное кладбище находится в 1,7 километрах к юго-востоку от центра мызы.
Мызный ансамбль окружает парк со свободной планировкой, который был разбит в третьей четверти 19-го столетия вместо предыдущего парка в стиле барокко. Одновременно с главным зданием был построен длинный амбар, который также украшен пилястрами.
В Государственный регистр памятников культуры Эстонии внесены:
- главное здание[7],
- мызный парк[8],
- мызная аллея[9],
- столбы ограды мызного парка[10],
- амбар[11],
- погреб[12],
- дом садовника[13],
- каретник[14],
- дом управляющего[15].

## Галерея

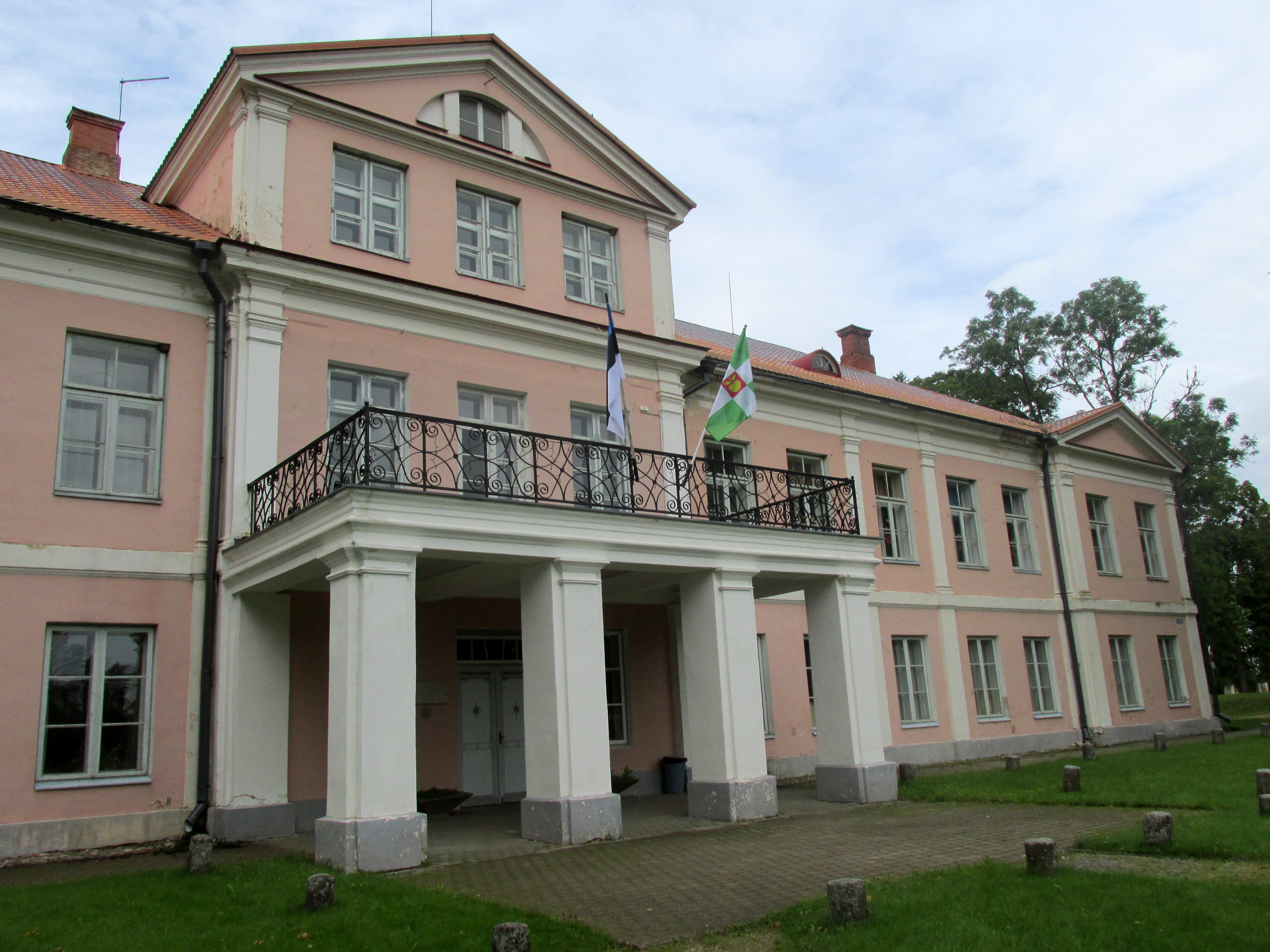
Парадный вход господского дома
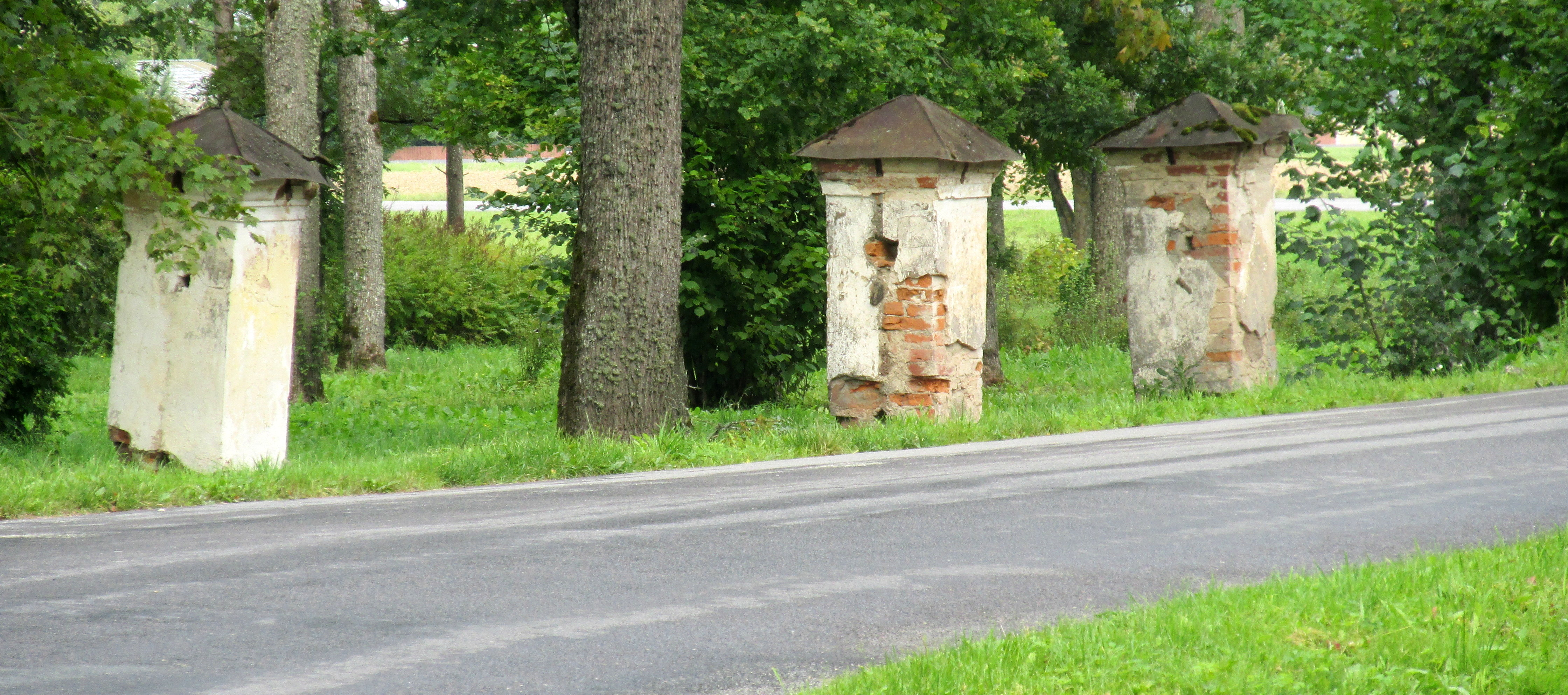
Столбы ограды мызного парка
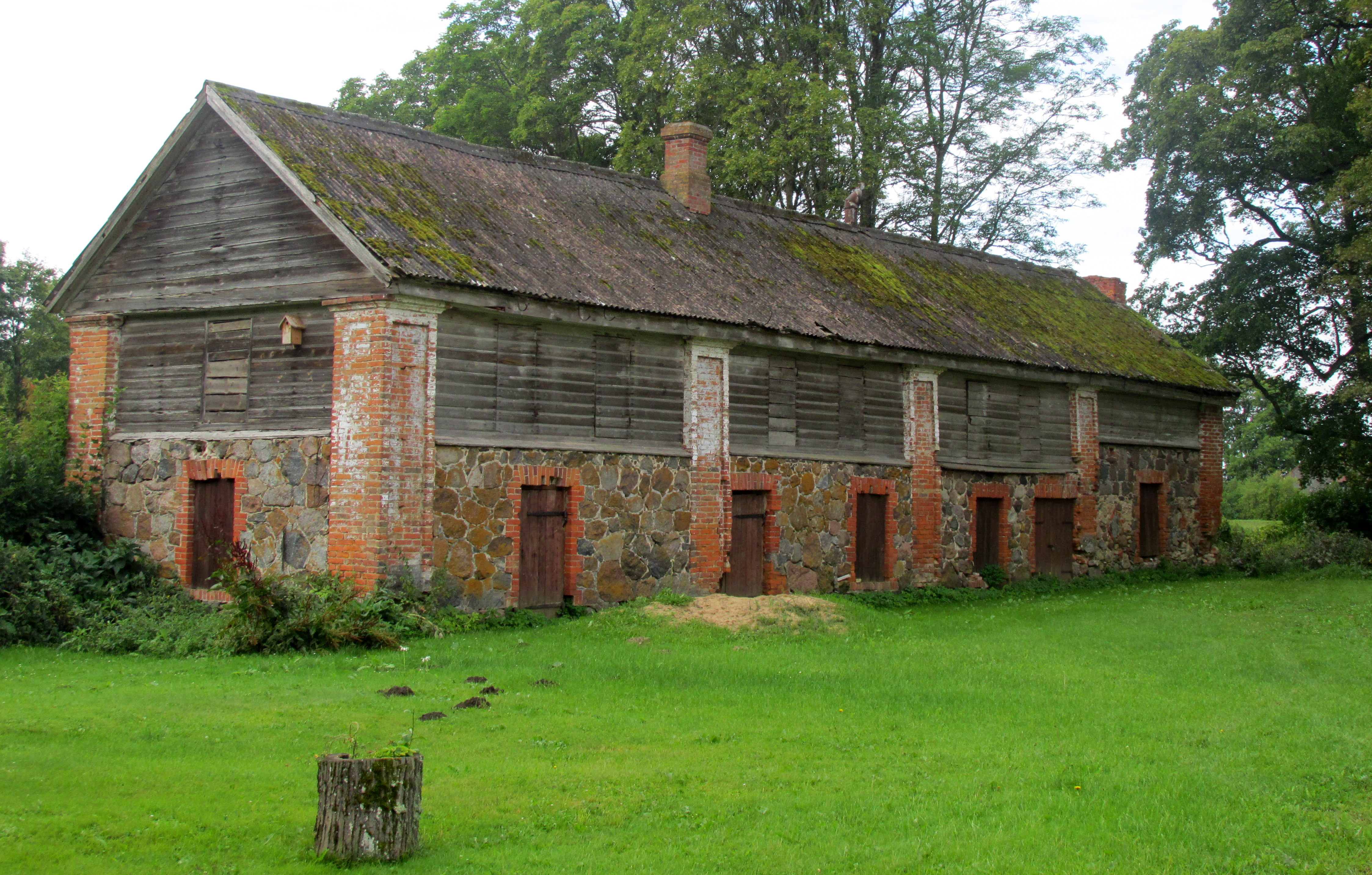
Амбар
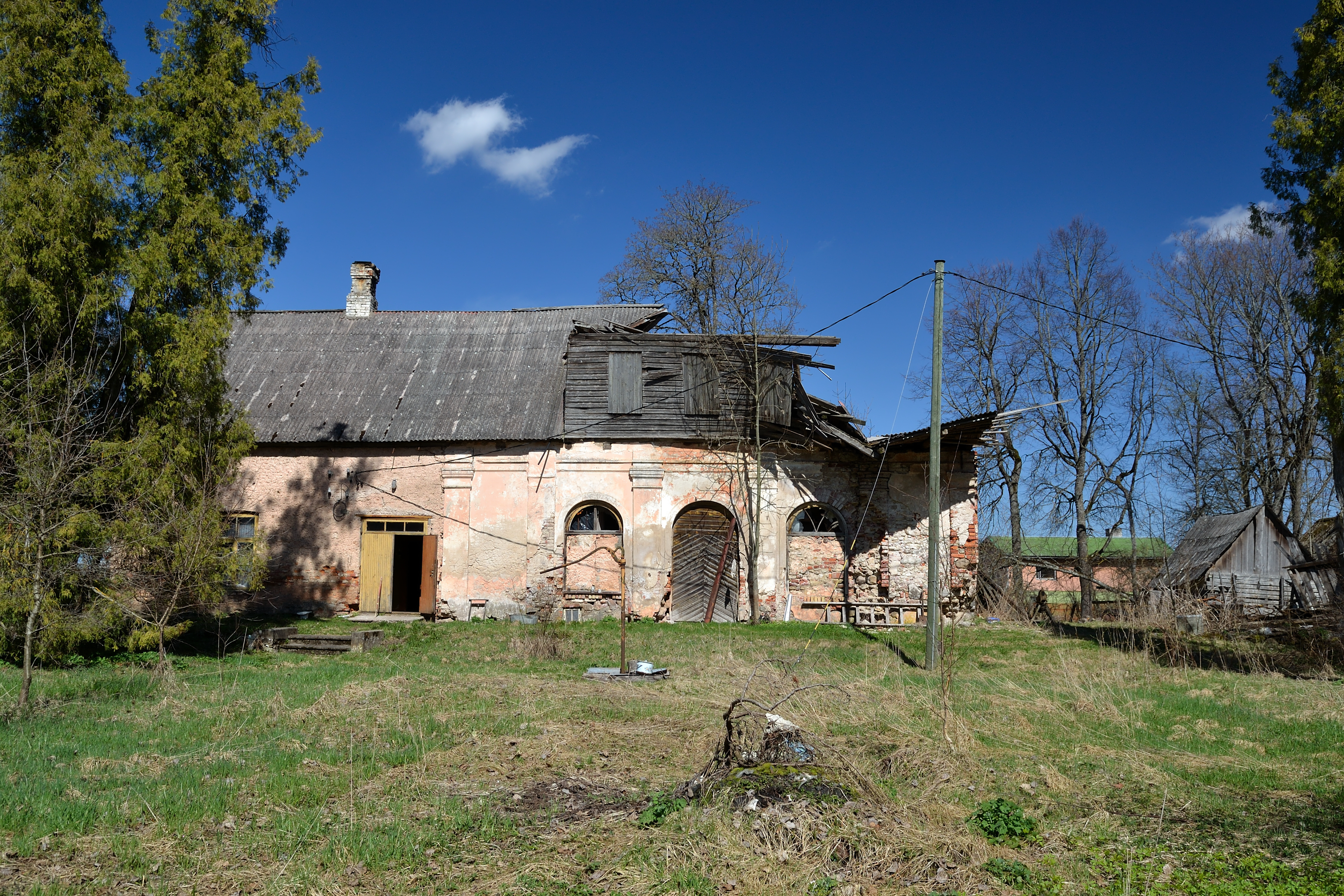
Дом садовника
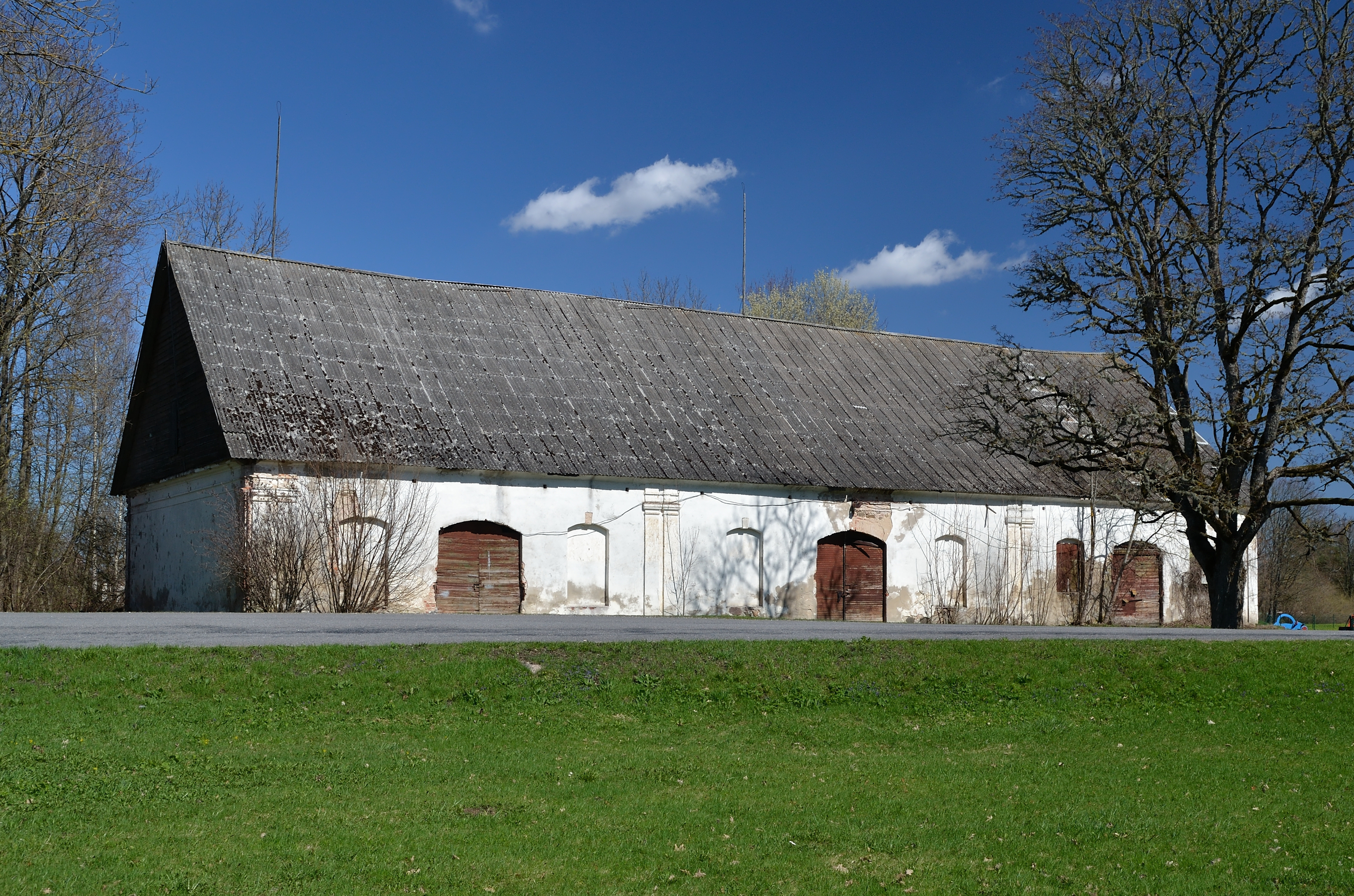
Каретник
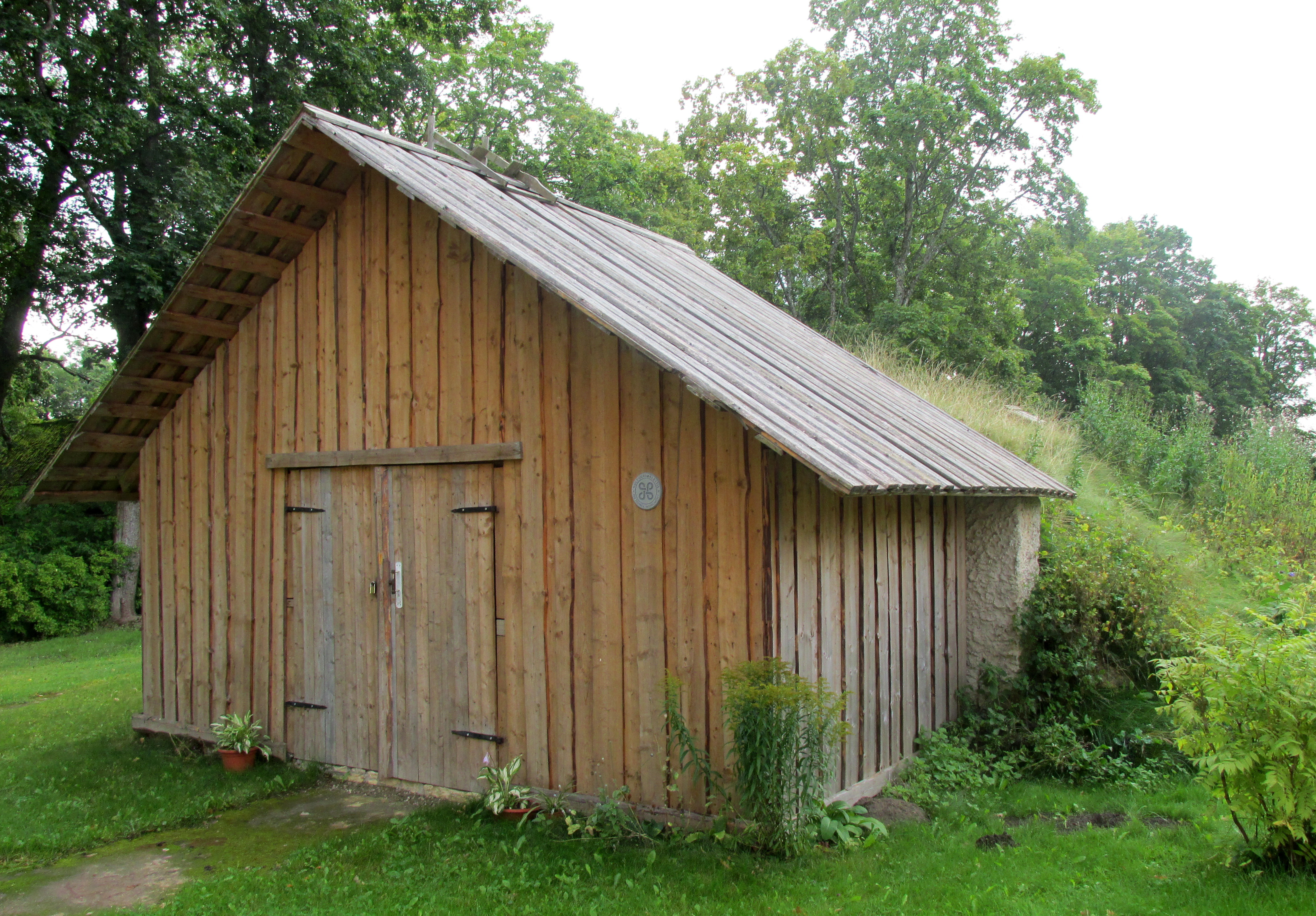
Погреб